# 水晶玉子
水晶 玉子（すいしょう たまこ、生年月日不明）は、日本の占い師、占術研究家。主な占術は、東洋占星術、西洋占星術、タロットカードなど。また、オリジナルの占術として、プラナカン占星術、新ペルシャン占星術、オリエンタル占星術、マンダリン占星術、エレメンタル占星術、運景、陰陽艶花占、フルーツフォーチュンなどを作った。

## 略歴・人物
元々占いではなく、物書き志望だった。1998年、雑誌『FRaU』の占い特集号でオリエンタル占星術を発表した。2015年12月29日に放送されたテレビ番組『一流が嫉妬したスゴい人』で、占い師タレントのゲッターズ飯田が唯一嫉妬する占い師として紹介され、テレビに初出演した。素顔は非公開で、メディアに登場する際は顔を隠している。
2018年より年始の『ダウンタウンDX』で毎年発表されている「最強運ランキング」（12星座×血液型の合計48通りの組み合わせでの総合運ランキング）の監修に携わっており、番組にも出演している。

## 書籍
- 四柱推命運を呼ぶ年・逃げる年 自分の運命を味方にするために（1998年12月、青春出版社）
- 四柱推命「天戦地冲」入門 知りたかった「これからの自分の運気」がわかる（1999年12月、青春出版社）
- 昆虫&花占い 自分がわかる、他人がわかる(2000年5月、集英社）
- オリエンタル占星術（2002年1月、講談社）
- 十二支占星術（2002年12月、実業之日本社）
- フォーチュンクッキー 幸運のおみくじ（2004年8月、実業之日本社）
- オリエンタル占星術運命のリズム（2005年11月、講談社）
- いいことばかり起きる女になる！（2006年2月、集英社）
- はじめてのオリエンタル占星術～27宿の秘密（2012年3月、講談社）
- 怖いほど運が向いてくる！四柱推命（2014年1月、青春出版社）
- 心の傷をいやす101の言葉（2014年7月、実業之日本社）
- 水晶玉子のオリエンタル占星術 幸運を呼ぶ365日メッセージつき 開運歴2017（2016年10月、集英社）